# Giovanni Cagliero
Giovanni Cagliero (né le 11 janvier 1838 à Castelnuovo d'Asti, au Piémont, Italie et mort le 28 février 1926 à Rome) est un cardinal italien du début du XXe siècle. Il est membre de l'ordre des salésiens et a reçu l'habit de Jean Bosco, dont il est l'élève préféré. Cagliero est un camarade de classe de Dominique Savio et Michele Rua. Il est le premier salésien créé cardinal.

## Biographie
Giovanni Cagliero étudie à Castelnuovo d'Asti et à Turin. Après son ordination, il est professeur à la maison salésienne d'études à Turin et amène les premiers salésiens  en Amérique, où il fonde 5 maisons en Uruguay et en Argentine. Il devient directeur spirituel de son ordre et premier directeur général des Filles de Marie-Auxiliatrice. En 1883 il est nommé pro-vicaire apostolique du nouveau vicariat de la Patagonie du Nord en Argentine.
En 1884 il est élu évêque titulaire de Magydus (de) et consacré le 7 décembre de la même année par Gaetano Alimonda avec comme co-consécrateurs Emiliano Manacorda et Giovanni Battista Bertagna. Il est promu archevêque titulaire de Sébaste (de) en 1904. En 1908 Cagliero est nommé délégué apostolique au Costa Rica (en) et au Nicaragua (en).
Le pape Benoît XV le crée cardinal lors du consistoire du 6 décembre 1915. Il participe au conclave de 1922, lors duquel Pie XI est élu pape.
Le cardinal Cagliero meurt le 28 février 1926 à l'âge de 88 ans.

## Succession apostolique
Giovanni Cagliero a ordonné les évêques suivants :
- Évêque José Cándido Piñol y Batres (es) (1914)
- Évêque Antonio del Carmen Monestel y Zamora (1915)
- Évêque Luigi Maria Olivares (it), S.D.B. (1916)
- Archevêque Guglielmo Piani (en), S.D.B. (1922)
- Évêque Nicola Maria di Girolamo (1922)
- Évêque Dante Carlo Munerati (de), S.D.B. (1924)